# Feriana Ferraguzzi
Feriana Ferraguzzi, detta Fery (Perugia, 20 febbraio 1959), è un'ex calciatrice, allenatrice di calcio e dirigente sportivo italiana naturalizzata belga, di ruolo centrocampista, direttore tecnico dello Standard Liegi femminile.

## Carriera
Da anni residente in Belgio, dove giocò, prima di allenare, per gran parte della carriera – divenendo la prima calciatrice italiana professionista de facto –, ha conquistato numerosi trofei, tra cui 2 campionati italiani, con la Lazio 1975 Lubiam, e 8 belgi, con lo Standard Liegi; sempre con quest'ultima squadra ha vinto 4 Coppe e 3 Supercoppe del Belgio.
Dal 1975 al 1993 ha inoltre indossato la maglia della nazionale italiana, maturando 73 presenze e realizzando 8 reti. In maglia azzurra ha disputato 5 europei, l'ultimo quello di Italia 1993, dove venne premiata miglior giocatrice del torneo e perse la finale con la Norvegia, e un mondiale, quello di Cina 1991.
Il 17 novembre 1991, contestualmente alla prima partita nella storia della nazionale femminile italiana al mondiale, è diventata la prima calciatrice azzurra a realizzare un gol nella fase finale della rassegna: al 15' della gara contro Taipei cinese, infatti, ha sbloccato il punteggio nella vittoria italiana per 5-0.

## Palmarès

### Giocatrice

#### Club
- Campionato italiano: 2

Lazio 1975 Lubiam: 1979, 1980
- Campionato belga: 8

Standard Liegi: 1981-1982, 1983-1984, 1984-1985, 1985-1986, 1989-1990, 1990-1991, 1991-1992, 1993-1994
- Coppa del Belgio: 4

Standard Liegi: 1985-1986, 1988-1989, 1989-1990, 1994-1995
- Supercoppa belga femminile: 4

Standard Liegi: 1983-1984, 1985-1986, 1988-1989, 1993-1994